# Pseudodexia gui
Pseudodexia gui är en tvåvingeart som beskrevs av Chao 2002. Pseudodexia gui ingår i släktet Pseudodexia och familjen parasitflugor. Inga underarter finns listade i Catalogue of Life.